# فنون قتالية

الين يانغ

الفنون القتالية هو أسلوب أو مدرسة في التعليم يجمع مجموعة من تقنيات قتالية ودفاعية، بلا سلاح أو بالسلاح، وتاريخيًّا: هو التدريب على البعد الروحي والأخلاقي للسيطرة على الذات وضبط النفس (هذا المبدأ أساسي على حد سواء لتفادي القتال إذا أمكن ذلك، لأجل التعامل في الحالة بطريقة مُثلى ومؤثرة)، وإثراء بعدة معارف شاملة (ثقافية وفلسفية وطبية، الخ). وهكذا فإن فنون الدفاع عن النفس تهدف إلى التنمية الشاملة للفرد (خارجية كالقوة، والمرونة وداخلية كالطاقة والصحة وفكرية وأخلاقية وتنمية الروح المعنوية).
بسبب تاريخها، فإن مصطلح «الفنون القتالية» في معظم الأحيان في اللغة اليومية، يستخدم لوصف الخُلُق القتالي الآسيوي، وفنون الدفاع الأكثر شعبية في اليابان والصين وكوريا وأوروبا وأمريكا وفيتنام.
ومع ذلك، المدارس المماثلة للفنون القتالية موجودة في عدة مناطق وثقافات، وفنون القتال التي تعرف على نطاق واسع، تشمل اليوم مجموعة واسعة من التخصصات.
يتميز تاريخ فنون الدفاع في العصور الوسطى للبشرية بنظام انتشار معقد بين الثقافات والمناطق في العالم.

## مفهوم الغرب
يجب أن تلاحظ أن الصعوبات في تحديد جوهر وحدود فهم كلمة «فنون الدفاع عن النفس» هي مشكلة غربية بارزة. في آسيا، لا تطرح هذه الأسئلة، كل بلد وكل لغة لها مصطلحات خاصة في ممارساتها وأكثر من ذلك إذا لزم الأمر. من أجل الإيضاح والأدب فإنّ استخدامها في معظم الأحيان كالآتي: ووشو للفنون الدفاع عن النفس الصينية، بودو أو بوجتسو لفنون الدفاع عن النفس اليابانية، فيات فو داوو للفيتنام، (Thaing) للبورمية... الخ.

## أصل العبارة

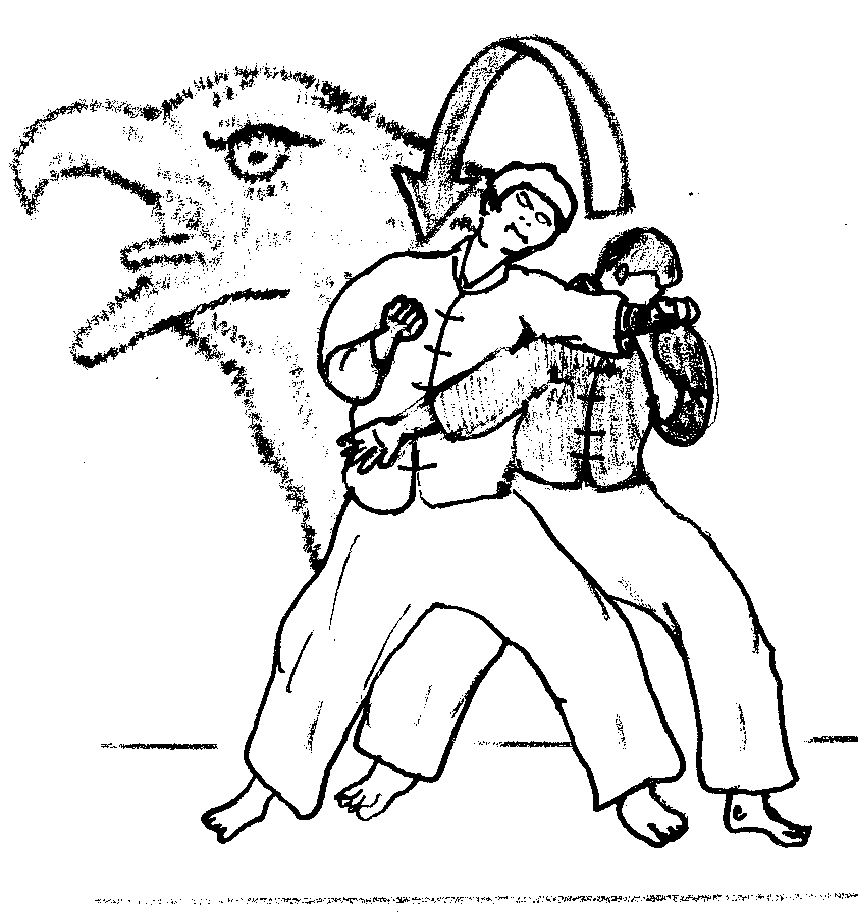
تقنية للدفاع اسلوب النسر.

العبارة الفرنسية "arts martiaux"، وتترجم إلى "martial arts" بالإنجليزية، وبالعربية إلى «فنون الدفاع عن النفس»، هي لفظة جديدة اشتهرت عام 1933 للتعبير عن تقنيات القتال اليابانية، ومع ذلك، المصطلح مُعَيَّن في أصله لطريقة القتال في أوروبا، نحو عام 1955. وهو مستمد من اللغة اللاتينية ويعني فنون مارس، رب الحرب الروماني، موجود في آسيا لفترة طويلة. لم يكن الغربيون يدركون ثروة فنون الدفاع بعد، ففي التعليم غير مسموح به، ويُتعلم خفية، واستوعبوا تغييرات الملاكمة، وهكذا، الصحفيون الغربيون يؤرخون في عام 1900 الانتفاضة الشهيرة في الصين، تحدث ببساطة من «الملاكمين»، ومن هنا جاء اسم «حرب الملاكمين».
ولكن من الجانب الآخر، اليابانيون لهم رغبة في تطوير ما يخدم الاتجاه الرياضي في ذلك الوقت، بدؤوا في عام 1880 بإنشاء «بودو» حاليا (الجودو، كندو، كاراتيه، آيكيدو...)، وتحويل وتعديل فنون الدفاع عن النفس التقليدية، وحذف التقنيات الأكثر خطورة. للأفضل مع الغرب، الذين هم حريصون على جذب وتعزيز صورة اليابان، قدموا لهم فنونهم «بودو»، وانفتح الغرب لمعرفة «فنون الدفاع عن النفس»، حيث أنهم بدؤوا بعد ذلك في تسميتها...

## حول علم المفردات
لأنه في كثير من الأحيان تفهم هذه العبارة ضارة وغير نافعة، أو غير مفهومة تماما في الغرب، فإن عبارة «فنون القتال» قد تؤدي غالبًا إلى نقاشات، أو تعرض للنقد وترك بعض الممارسين غير راضين. إذًا فالقليل من الالتفاف حول علم المفردات ضروري هنا.
سواء في الصين أو اليابان والفيتنام، على سبيل المثال، الحرف الصيني (الرسم التخطيطي) الذي سيأتي لاحقا كما ترجم «الدفاع عن النفس» هو نفسه: «وو»، الصيني، «بو» باللغة اليابانية، «فو» بالفيتنامية. تستخدم لتعني «الحرب» أو «المعركة»، لأنها تمثل شكلا منمقًا لحارس برمح، ويمكن تقسيمها إلى حرفين، «وَقِّف» و«الرمح»، بحيث معناها هو بالأحرى «الذي يحافظ على السلام»، على أساس أن كل من يريد أن يجعل السلام يجب أن يكون «قادرًا على القتال من أجل قيمة البقاء على قيد الحياة». يوجد إذًا معنيان للمفردة: وَقِّف رمح الخصم، ووَقِّف رمحه الخاص.

## التاريخ
تاريخ الفنون القتالية يرجع إلى عصور البشرية الأولى، ويتميز بنظام توزيع معقد، ورؤية اختلاط الثقافات وانتقال التقنيات وتبادل المعارف.

## الدفاع عن النفس

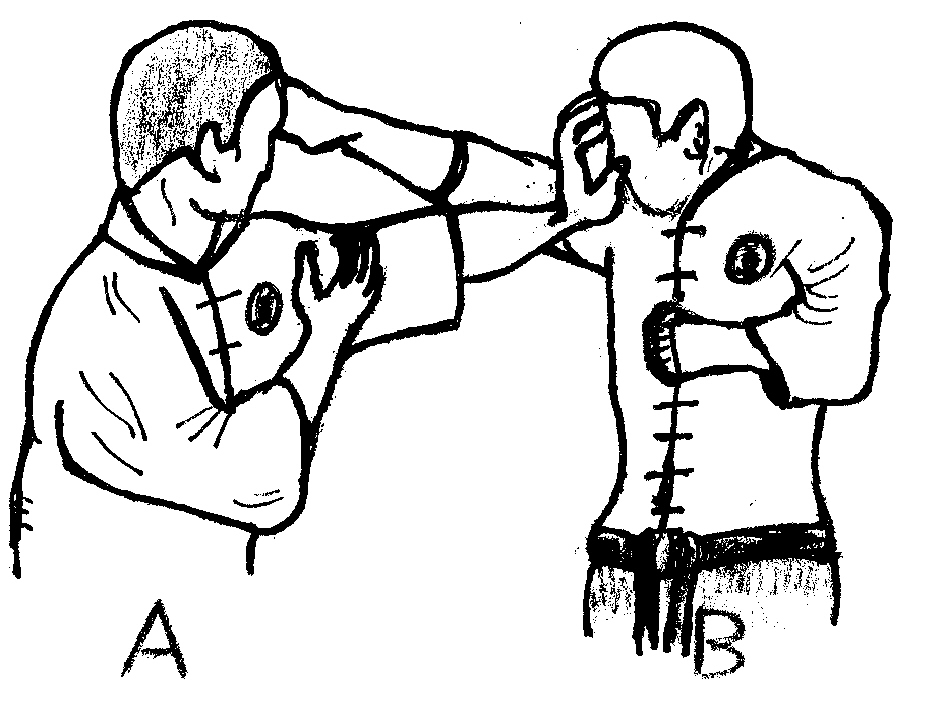
تقنية الدفاع أجداد الرهبان البورميين –

كان في أصل الإنسان حاجة للدفاع عن نفسه وعائلته وممتلكاته. وهكذا وضعت التقنيات الأولى للقتال وفقا لأماكنهم المختلفة المنشأ، بما يتناسب مع الظروف: المناخ والبيئة والطبيعة... إلخ، في الواقع، إن الشخص لا يحارب بنفس الطريقة كما هي الحالة الساخنة (ملابس خفيفة، إمكانية القفز والغارات الجوية) أو الحالة الباردة (ملابس سميكة، ويفضل لمعركة تعتمد على نظام النوبات التشنجية)، وهذا يتوقف على طبيعة التربة (الأرز أو الجفاف، على سبيل المثال)، أو نوع من المشهد (الغطاء النباتي والتضاريس...).
آثار هذه الممارسات نادرة. الأقدم هم في الهند، حيث طُوِّرَت فنون الدفاع عن النفس مبكرًا: هذه اكتشافات؛ واحدة تذكر في فيدا، والتكوين الذي يرجع بين 1500 و900 قبل الميلاد. وفي الصين، على سبيل المثال عُثِرَ على فخار ولوحات جدارية يعود تاريخها إلى 1400 قبل الميلاد تصور تقنيات القتال باستخدام القبضات والقدمين.

## الخصائص التقليدية

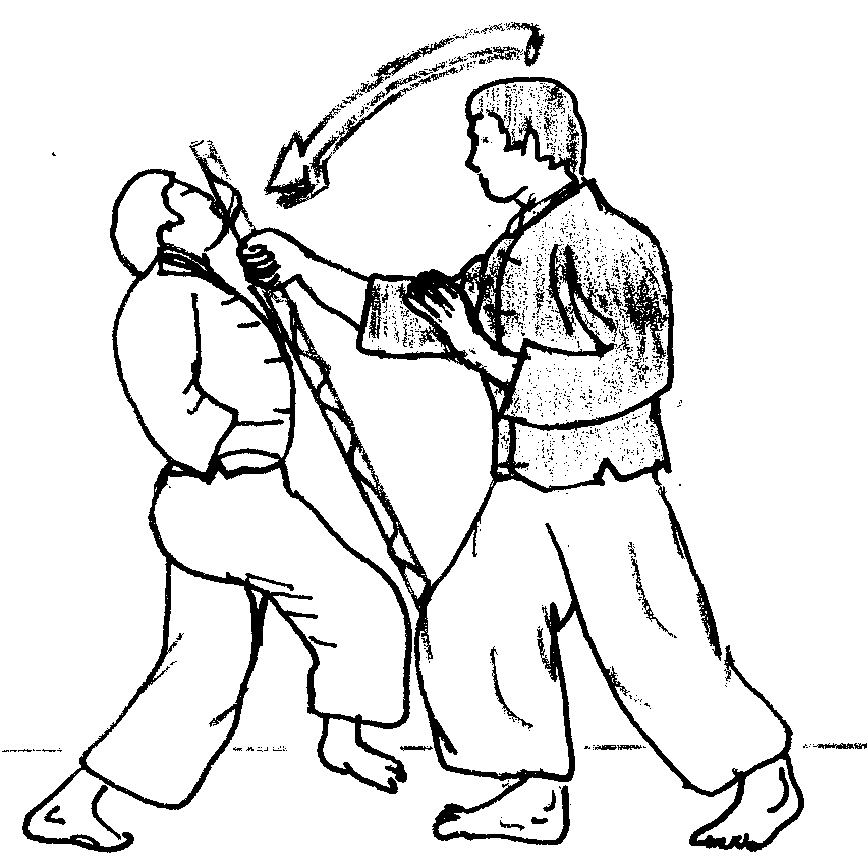
تقنية للدفاع قديمة للرهبان.

بالمعنى الضيق، فإن مصطلح «فنون الدفاع عن النفس» يبقى عموما، من خلال تاريخه، يمارس في فن القتال ذي الأصل الآسيوي، المرساة في الثقافة وروحانية خاصة، الميزات الخاصة تستحق الذكر على الرغم من أنها ليست مشتركة دائما من كل الأساليب والمدارس.

## رياضة المنازلة القتالية

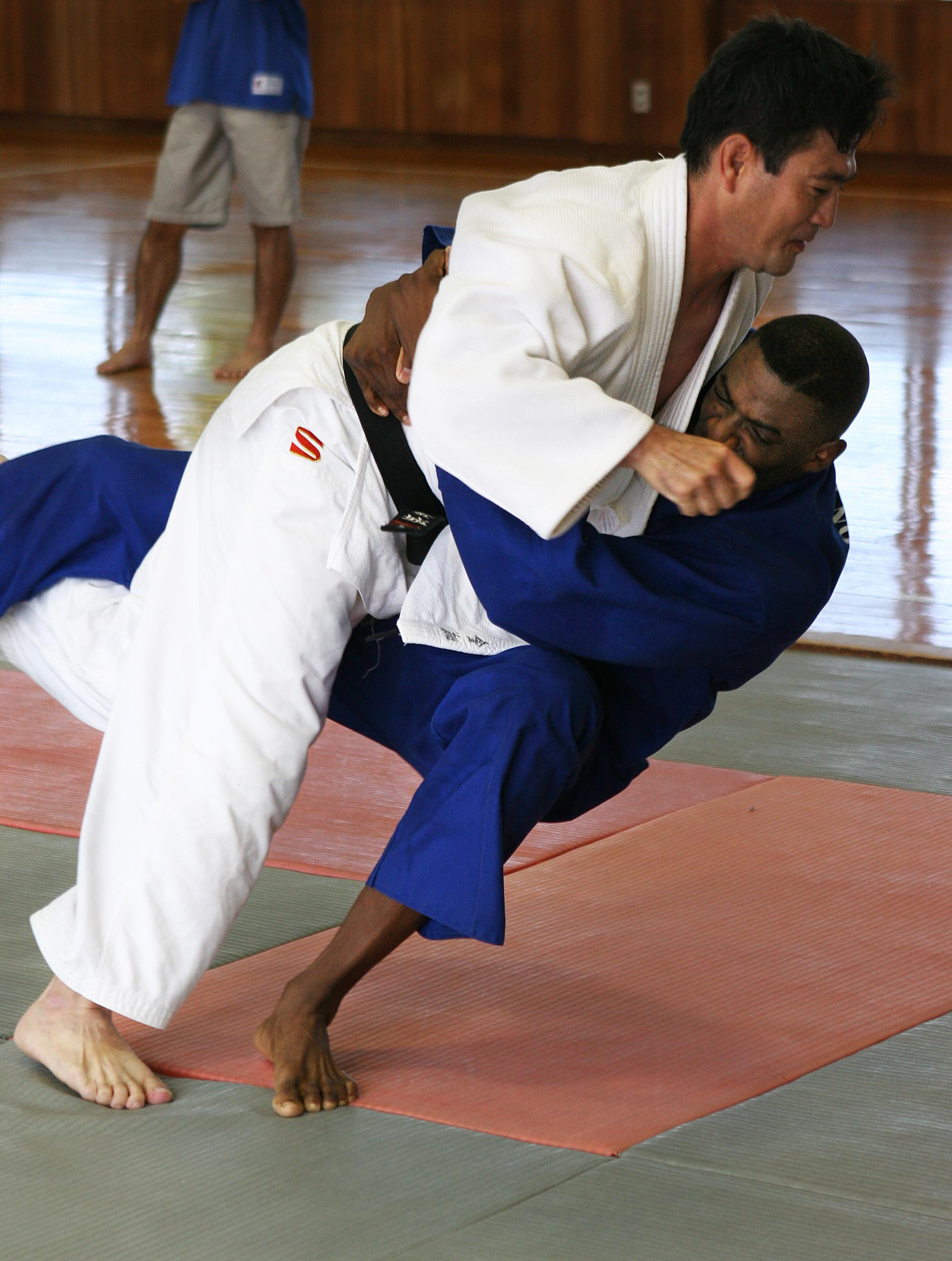
جودو.

في معناها الحديث، مصطلح الرياضة، ظهر في القرن التاسع عشر لوصف النشاط البدني لقضاء وقت الفراغ، تحكمها قواعد، وعادة ما يكون التعبير بها نحو النِّزال والمنافسة. نمط الحياة الجديدة (والثروة) الناجمة عن الثورة الصناعية لم تظهر في الواقع، في الغرب، مفهوم «الفراغ» (استغلال وقت الفراغ)، والحاجة إلى تطبيق قواعد جديدة للتمارين في الهواء الطلق. هذه الممارسة للرياضة وُلِدت في النخبة الاجتماعية الأوروبية، أنشطة قتالية قديمة أو الصيد (المبارزة والمصارعة والرماية وركوب الخيل...)، قبل ضياع معظم ذلك بأي سبب كان، انضمام الألعاب القديمة والأنشطة «الاسترخاء» (ركوب الزوارق، وركوب الدراجات، والتنس، وألعاب الكرة...)، المجالان يُكونان فئة جديدة من الأنشطة الترفيهية طُوّرت على طريقة جديدة للمنافسة والمنازلة. الجمباز وألعاب القوى هما ما يميز هذه الممارسات الجديدة، التي تثبت وجود هذه «الرياضة» الجديدة هو تقنين وتنظيم (قواعد، عدّ نقاط، مرات، مسافات، والفئات العمرية أو الوزن، وما إلى ذلك)، وسرعان ما وُلِدت الاتحادات وتنظيم مسابقات وطنية ودولية. متعة، انتصارات، إنجازات، هي شعارات جديدة.
وكان في ذلك الوقت، وتحت تأثير هذه «الموضة»، أن اليابان حريصة على أن تتناسب مع الاتجاه الرياضي الدولي، وتُحول «بوجوتسو» فنون الدفاع عن النفس اليابانية التقليدية، إلى «بودو» الممارسات منقحة لكل ما هو خطير فعلا: في عام 1882: الجودو والكندو، في عام 1903: الكيودو، في عام 1905: الكاراتيه في الأيكيدو في عام 1935، وأخيرا في عام 1942. هكذا اكتشف الغربيون فنون الدفاع عن النفس، وبعض فنون الدفاع عن النفس (الجودو والكاراتيه...)، وتطوير التعبير في القرن العشرين من البطولة التي كانت أصولها أجنبية ودخلت مجال الرياضة، وتحديدا في «الرياضة القتالية»، جنبا إلى جنب مع الملاكمة والمصارعة والمبارزة إلخ. ورأينا أيضًا عرض «فنون الدفاع عن النفس المختلطة»، ودعا مجلس العمل المتحد (حرفيا «فنون القتال المختلطة») المصطلح الإنجليزي لعقد لقاءات متعددة التخصصات التي من الممكن فقط في MMA أن تتميز أصلا من قبل بالغياب التام تقريبا للقواعد، ثم أصبحت MMA رياضة كاملة، جدّ منظمة.
ما يميز أساسا رياضة فنون القتال التقليدية هو الغرض: المتعة والتنافس، وتنمية الشخصية والاستمتاع بالحياة. إنه ليس كثيرًا أن تصبح رجلا أفضل، ولكن أن تكون جزءا من «لعبة» تهدف إلى أن تكون أفضل في نظام مقنن. هذا التحول يؤدي إلى الآخرين: ويشمل التوجه الترفيهي والحد من المخاطرة، وبالتالي القضاء على التقنيات الخطرة، ووضع قواعد صارمة. يُخَفَّض المكون الثقافي إلى الحد الأدنى لها عارية من المفردات التقنية تقريبا، والعنصر الروحي يختفي تماما في المقابل.
بقي جانب «الصحة» وكذلك المكون التربوي والأخلاقي، على الرغم من انخفاض نطاقه في الرياضة في الواقع، الرياضة لا تقتصر على جوانبها الترفيهية، فإنه يحمل أيضا مشروعًا تعليميًّا وأخلاقيا، ومن أبرز الأمثلة بيير دي كوبرتان عند إعادة دورة الألعاب الأولمبية في عام 1896 كنشاط تحكمه قواعد للجميع، ورياضة تحمل معنى المساواة والعدالة والقيم. بالإضافة إلى ذلك، وكجزء من تعليم الأطفال بشكل رئيسي، الرياضة تمثل أداة تعليمية ممتازة لتطوير الحس الأخلاقي بالإضافة إلى الجوانب الصحية والحد من العنف وتنمية وروح الجماعة والانضباط (الموافقة الطوعية والقواعد). إن ممارسة الرياضة تعزز معيشة جيدة للجميع من خلال «اللعب النظيف» وتطوير الحس الأخلاقي. ومع ذلك، فإن الاستقامة والتغلب على المخاوف وضبط النفس باعتباره جزءًا من الرياضة مهم لفنون الدفاع عن النفس لأنها تربط ممارسة فنون الدفاع عن النفس بجميع مناطق وجودها في جميع أنحاء العالم.

## الفنون القتالية عندالعرب
كانت تمارس المبارزة والمصارعة عند العرب بالعصور الوسطى، كما كان العرب القدامى يمارسون المبارزة بالسيف والرمح كما يمارسون المصارعة، وكذلك توجد في الحجاز لعبة التعشير وهي عبارة عن فن يتضمن القتال بالبارود.

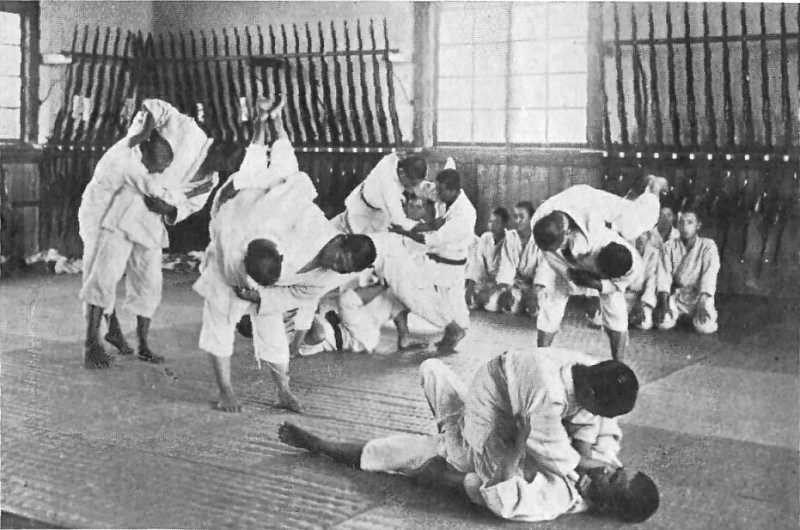
طلبة يمارسون أحد الفنون القتالية اليابانية

## الفنون القتالية حسب البلد

### الفنون القتاليةاليابانية
- الإييائيدو Iaido
- الجودو Judo 柔道
- السومو Sumo 相撲
- الكاراتيه Karate 空手
- الكيندو kendo 剣道
- أيكيدو Aikido 合気道
- الكيودو Kyūdō 弓道
- تايجوتسو Taijutsu
- بوجينكان تاي جوتسو
- جوجوتسو Jujutsu
- نينجتسو Ninjutsu
- كينبو Kenbo
- كوشي جوتسو Koshijutsu
- كوبو جوتسو Koppojutsu
- جوتاي جوتسو Jutaijutsu
- داكين تاي جوتسو Dakentaijutsu
- كينجوتسو kenjutsu 剣術

### الفنون القتاليةالمصرية
- الأيكي تشن AIKICHUN (قتال عسكري تيكتيكي) مزيج من عدة فنون قتالية يعتمد علي القتال المتلاحم لأحداث اكبر تأثير باقل مجهود
- التحطيب (المبارزة بالعصا الطويلة) وهي مبارزة قتالية بالعصا الطويلة بين فردين.
- اللوتس (فن القتال المصري) وهو من الفنون القتالية الحديثة المستمدة من الفنون القتالية الفرعونية القديمة.
- الملاكمة الفرعونية (رياضة القسورة).

### الفنون القتاليةالصينية
- كونغ فو 功夫
- فو شو
- فين تشون
- جيت كون دو
- وينغ تشون
- تاي تشي
- تشي كونغ

### الفنون القتاليةالكورية
- هابكيدو Hapkido
- تاي كون دو Taekwondo
- تشوي كوانغ دو Choi Kwang-Do
- غونغ كوون يوسول GongKwon Yusul
- غوون بيوب Gwonbeop
- غيونغ دانغ Gyongdang
- هايدونغ غومدو Haidong Gumdo
- هان مودو Han Mu Do
- هان كيدو Hankido
- هوجن موسول Hoi Jeon Moo Sool
- هوارانغ دو Hwa Rang Do
- كوك سول وون Kuk Sool Won
- كوم دو Kumdo
- كونغ جونغ مو سول Kung Jung Mu Sul
- شيب بالغي Shippalgi
- سيريوم Ssireum
- سوباك Subak
- تايك كيون Taekkyeon
- تانغ سو دو Tang soo do
- يوسول Yusul

### الفنون القتاليةالأمريكية
- باندو Bando
- الكاراتيه الأمريكي American Karate
- الكينبو الأمريكي American Kenpo
- الملاكمة الركلية الأمريكية American kickboxing
- فنون قتالية ممزوجة Mixed Martial Arts
- قتال الـ (بيت) Pit Fighting
- مصارعة المسك Catch wrestling

### الفنون القتاليةالفيتنامية
- فيات فو داوو Viet Vo Dao
- فوفينام Vovinam
- تاي سون Tay Son
- كوان كي دو Qwan Ki Do
- كونغ نهو Cuong Nhu
- فو ثوات Vo Thuat
- نهات نام Nhat Nam
- بين دين Binh Dinh
- ثانغ لونغ Thang Long

### الفنون القتاليةالهندية
- كالاريباياتو Kalaripayat
- ثانغ تا Thang-Ta
- لاثي Lathi
- مالا يودا Malla-yuddha
- موستي يودا Musti yuddha

### الفنون القتاليةالسيريلنكية
- بانشاكسيلات
- أنغامبورا Angampora
- تشينا دي Cheena di

### الفنون القتاليةالتايلاندية
- موياي تاي Muay Thai
- موياي بوران Muay Boran
- سيلات فطاني Silat Pattani

### الفنون القتاليةالبرازيلية
- كابويرا Capoeira
- فالي تودو Vale Tudo
- غراسي جوجوتسو Gracie Jiu-Jitsu
- الجيوجيتسو البرازيلية جيو جيتسو برازيلية
- فنون القتال المتنوع
- ماكوليل Maculele

### الفنون القتاليةالإيرانية
- زورخانا
- كوشتى Koshti
- باهلافانى Pahlavani

### الفنون القتاليةالأندونيسية
- كوناتو Kuntao
- سيلات Silat

### الفنون القتاليةالمكسيكية
- لوتشا ليبر Lucha Libre
- ماكواهوتل Macuahuitl
- أتلاتل Atlatl

### الفنون القتاليةالماليزية
- سيلات ميلايو Silat Melayu
- ليوان بادوكان Lian padukan
- توموي Tomoi

### الفنون القتاليةالفليبينية
- بونو Buno
- دوموغ Dumog
- كومباتان Kombatan
- سيكاران Sikaran
- ياويان Yawyan

### الفنون القتاليةالأوروبية
- الرماية Archery
- المبارزة Fencing
- المصارعة الحرة Freestyle Wrestling
- القتال الحر Freestyle fighting
- مبارزة الفرسان Jousting
- سيستيما Systema
- سامبو Sambo
- سافات Savate
- بارتيتسو Bartitsu
- كومبات 56 Combat 56
- كراف ماغا Krav Maga
- ملاكمة Boxing
- الفنون القتالية المغربية
- الدبزة- وهي القتال المختلط
- الركال_ وهي القتال باستخدام القدمين فقط
- التراشق بالحجارة ويكون المقاتلين مهرة جدا في إصابة الخصوم بالحجارة وذالك برميها عليهم باليد المجردة ويمتلكون القوة في قذفها إلى ابعد الحدود ويستطعون تفادي الصخور اللتي يقذفهم بها الخصم بمهارة ورشاقة